# РБМК
РБМК (рус. Реактор Большой Мощности Канальный), је скраћеница за руски тип реактора што у преводу значи „нуклеарни реактор са високим снагом каналног типа“. Ова врста реактора спада у нову класу реактора која је модерована графитом, а изградња ових реактора је била само у Совјетском Савезу. Реактор у чернобиљској катастрофи је био овог типа. Још је 11 реактора овог типа у погону у Русији. Модернизована верзија овог реактора, МКЕР (руски: МКЭР, Многопетлевые Канальные Энергетические Реакторы, канални реактор с више петљи) у градњи је у атомској централи Курск.
РБМК је кулминација совјетског програма да производи водом хлађене реакторе базиране на графитном модератору у војне сврхе. Први реактор је био АМ-1 (рус. „Атом Мирный“), који је производио 5 мегавата електричне енергије.
За овај тип реактора карактеристично је да може да користи природни уранијум, с обзиром да је хлађен водом и модерован графитом. Нажалост, конфигурација ових реактора се показала као веома нестабилна и несигурна. 

## Дизајн
Реактор је састављен од 7 м дугачких вертикалних шипки под притиском, које пролазе кроз модератор и које су хлађене водом. Вода за хлађење може да се загреје до 290° у језгру реактора, што је близу температурама у реакторима у којима вода ври. Гориво користи ниско обогаћени уранијум оксид у облику горивних шипки дугачких 3,5 м. С обзиром на модератор од графита, може лако да дође до повећања активности у реактору што за последицу има катастрофе великих размера, као што је на пример Чернобиљска катастрофа.
У реактору, због коришћења обичне воде за хлађење, долази до апсорпције неутрона у језгру реактора. Због овога ефекта мора да се повећа концентрација уранијума 235 у реактору изнад критичног нивоа, како би се нуклеарна ланчана реакција и даље одигравала. Повећање концентрације уранијума 235 се назива обогаћивање горива. 
Активна зона реактора, тј. језгро реактора, може да има и до 3000 горивних елемената. Сваки елемент се састоји од групе горивних шипки, свака испуњена таблетама од уранијум оксида. Приликом нуклеарне ланчане реакције, ослобађа се енергија која се даље користи за производњу електричне енергије.
Карактеристика РБМК реактора је да се гориво може замењивати и док реактор ради тј. за време производње електричне енергије. 
Након катастрофе у Чернобиљу, већина реактора овог типа су трајно затворени. Данас ради само неколико реактора РБМК на територији Русије, у Санкт Петербургу (4 RBMK-1000), у Смоленску (3 RBMK-1000) и Курску (4 RBMK-1000).